# 傅朝樞
傅朝樞（1926年—2002年1月29日），又名曼平，中國江西省修水縣三都硤口（今太陽升鎮三甲店村）人。中华民国律师、报业从业者。

## 生平
早年曾在山西省軍政領袖閻錫山處工作，1946年赴臺灣。1976年8月，時為律師的傅朝樞接掌夏曉華的《台灣日報》，任董事長。1977年在台灣日報寫了一篇從大興安嶺到阿里山的社論，受到中國鄧小平先生的關注，派人去台中邀請傅朝樞到廣州和鄧小平見面，两人一見如故，故鄧小平委託傅朝樞带一封重要信回台灣，找熟人蔣經國的親信轉交給蔣經國，不料卻因此得罪蔣經國。.1978年8月，國防部總政治作戰部授權黎明文化以新台幣兩億元收購《台灣日報》，並允許傅朝樞全家結匯新台幣五億元匯往香港。
傅朝樞1980年轉赴香港創辦《中報》及《中報月刊》，開張首日邀請了新華社、人民日報、大公報等要員參加慶祝酒會。新華社香港分社社長許家屯證實，北京通過新華社香港分社資助傅朝樞的《中報》。1987年4月21日，香港《中報》宣佈停刊。
傅朝樞離開臺灣之後，多次前往中國會見政要，1981年8月26日，在和中共領導人鄧小平會見時，鄧小平提出解決香港、臺灣問題的「一國兩制」方案，是一國兩制概念首次公諸於世。
傅朝樞1982年又在美國創辦《中報》。臺灣認為《中報》是中共統戰工具。美洲版《中報》因在一九八九年六四事件支持鄧小平鎮壓學生遭編採人員集體罷工抗議，讀者和廣告客戶也群起杯葛，導致銷路和收入都大跌，更有人威胁恐嚇將採取炸彈攻擊中報報社，同年九月十六日宣佈停刊。傅朝樞2002年1月29日病逝於紐約長島，享年76歲。
傅朝枢后人引证西安航空学院官方微博说法：“1981年8月26日，邓小平在北京会见港台知名人士傅朝枢时，首次公开提出解决台湾、香港问题的“一国两制”构想。邓小平说，和平解决台湾问题，可以采取独特的模式，社会制度不变，台湾人民的生活水平不降低，外国资本不动，统一中国，是中国人民的希望，是中华民族的希望。 ”

## 《中報》逸事
2008年臺灣總統選舉期間，前民主進步黨青年部政務副主任許建榮與與《自由時報》記者曾韋禎合著的《馬經：你想像不到的馬英九》一書指控，候選人馬英九夫人周美青曾在哈佛燕京圖書館偷竊館藏傅朝樞創辦的《中報》。金恆煒幫候選人謝長廷站台時也有同樣說法。周美青控告金恆煒，並求償新台幣五百萬元與登報道歉。台北地方法院一審判決金恆煒敗訴。一審判決書指出，金恆煒事後表示，相關言論是引用《馬經》一書的內容；但法官傳喚相關人士，無人能證明《馬經》所述周美青偷報紙一事的明確消息來源；當時燕京圖書館館長吳文津也公開表示，任期內從未接獲任何館內書報遭竊的消息。2010年3月30日，台灣高等法院判決金恆煒敗訴，金恆煒應賠償周美青新台幣六十萬元，並在台灣四大報紙（《聯合報》、《中國時報》、《自由時報》、《台灣蘋果日報》）頭版登報道歉。2010年7月30日，中華民國最高法院駁回金恆煒的上訴，維持二審判決定讞，認定金恆煒發言前未經合理查證，金恆煒應賠償周美青新台幣六十萬元，並在四大報紙刊登道歉啟事。